# شهرداری بوهینج
شهرداری بوهینج (به لاتین: Municipality of Bohinj) یک منطقهٔ مسکونی در اسلوونی است که در اسلوونی واقع شده‌است. شهرداری بوهینج ۵٬۲۲۲ نفر جمعیت دارد.

## خواهرخوانده
شهر رامزاو بای برشتس گادن خواهرخواندهٔ شهرداری بوهینج هست.